# Sutton-on-the-Forest
Sutton-on-the-Forest è un villaggio e parrocchia civile dell'Inghilterra, appartenente alla contea del North Yorkshire.